# Radiotransceiver
 For alternative betydninger, se Transceiver.
En radiotransceiver eller blot transceiver er en enhed, der er i stand til både at sende og modtage modulerede radiosignaler i samme kasse i større elle mindre dele af frekvensintervallet 3kHz til 300GHz (10kHz-60GHz), dog kan radioamatører få lov til at anvende op til 250GHz, så det må også regnes til radiosignaler.
Ordet transceiver er et portmanteau af de engelske ord transmitter og receiver som her betyder hhv. radiosender og radiomodtager.
En full-duplex transceiver kan sende og modtage modulerede radiosignaler samtidig. En half-duplex transceiver kan skiftevis sende eller modtage modulerede radiosignaler.